# Carl Gustafsson (football)
Pour les articles homonymes, voir Carl Gustafsson.
Carl Gustafsson, né le 18 mars 2000 en Suède, est un footballeur international suédois qui évolue au poste de milieu de terrain au Kalmar FF.

## Biographie

### En club
Carl Gustafsson commence le football à l'IFK Berga (en), avant de rejoindre à l'âge de 13 ans le Kalmar FF. Le 5 juillet 2019 il prolonge son contrat avec Kalmar jusqu'en 2022. Le 18 août de la même année, Gustafsson joue son premier match en professionnel lors d'une rencontre de championnat face à l'AIK Solna. Il entre en jeu lors de cette rencontre remportée par son équipe sur le score de deux buts à un. Après ses débuts son entraîneur Magnus Pehrsson le compare à Rasmus Elm, joueur emblématique du club.
Le 6 mars 2021, Gustafsson inscrit son premier but en professionnel lors d'une rencontre de coupe de Suède contre Djurgårdens IF. Il est titulaire et son équipe s'incline par quatre buts à un.

### En sélection
Représentant la Suède en sélection, Carl Gustafsson compte notamment trois matchs avec les moins de 16 ans.
Carl Gustafsson joue son premier match avec l'équipe de Suède espoirs contre la Finlande. Il entre en jeu à la place d'Armin Gigović et son équipe s'impose par deux buts à zéro.
Carl Gustafsson honore sa première sélection avec l'équipe nationale de Suède le 9 janvier 2023 contre la Finlande. Il entre en jeu et son équipe s'impose (2-0 score final).